# Anton Ebert
Anton Ebert, né le 29 juin 1845 à Kladruby en Bohême et mort le 16 juin 1896 à Vienne, est un peintre portraitiste et paysagiste autrichien germanophone.

## Biographie et œuvres
Ebert étudie la peinture à l'Académie des beaux-arts de Prague ; il poursuit ses études comme élève du peintre Ferdinand Georg Waldmüller à Vienne.
Après plusieurs voyages d'études, Anton Ebert s'installe comme portraitiste à Vienne. 
Il est élu membre de la Künstlerhaus de Vienne en 1862.

### Œuvre
Il réalise des portraits de l'empereur François-Joseph Ier en miniature sur ivoire.
En Bohême, il peint en 1882-1884 les tableaux d'autel de l'église Saint-Pierre à Kladruby.
Il se consacre également à la peinture de genre et à la peinture de paysage, en prenant ses modèles dans la région de Vienne. Sa peinture prolonge le style de l'époque Biedermeier.
- Lecture du soir, 1883, Collection particulière[1]
- Portrait de dame, huile sur toile, 1884, Ljubljana, Galerie nationale de Slovénie
- Autoportrait, huile sur bois, 1889, Vienne, Österreichische Galerie Belvedere[2].

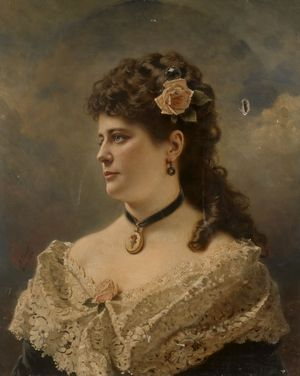
Portrait de dame, 1884
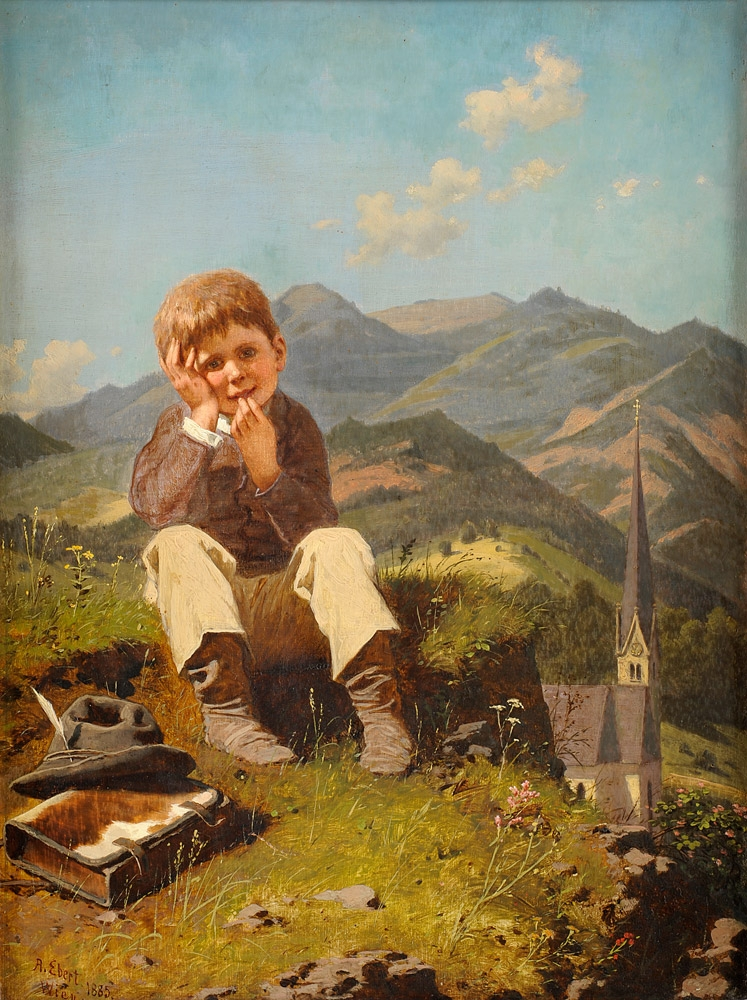
Petit garçon faisant l'école buissonnière, 1885
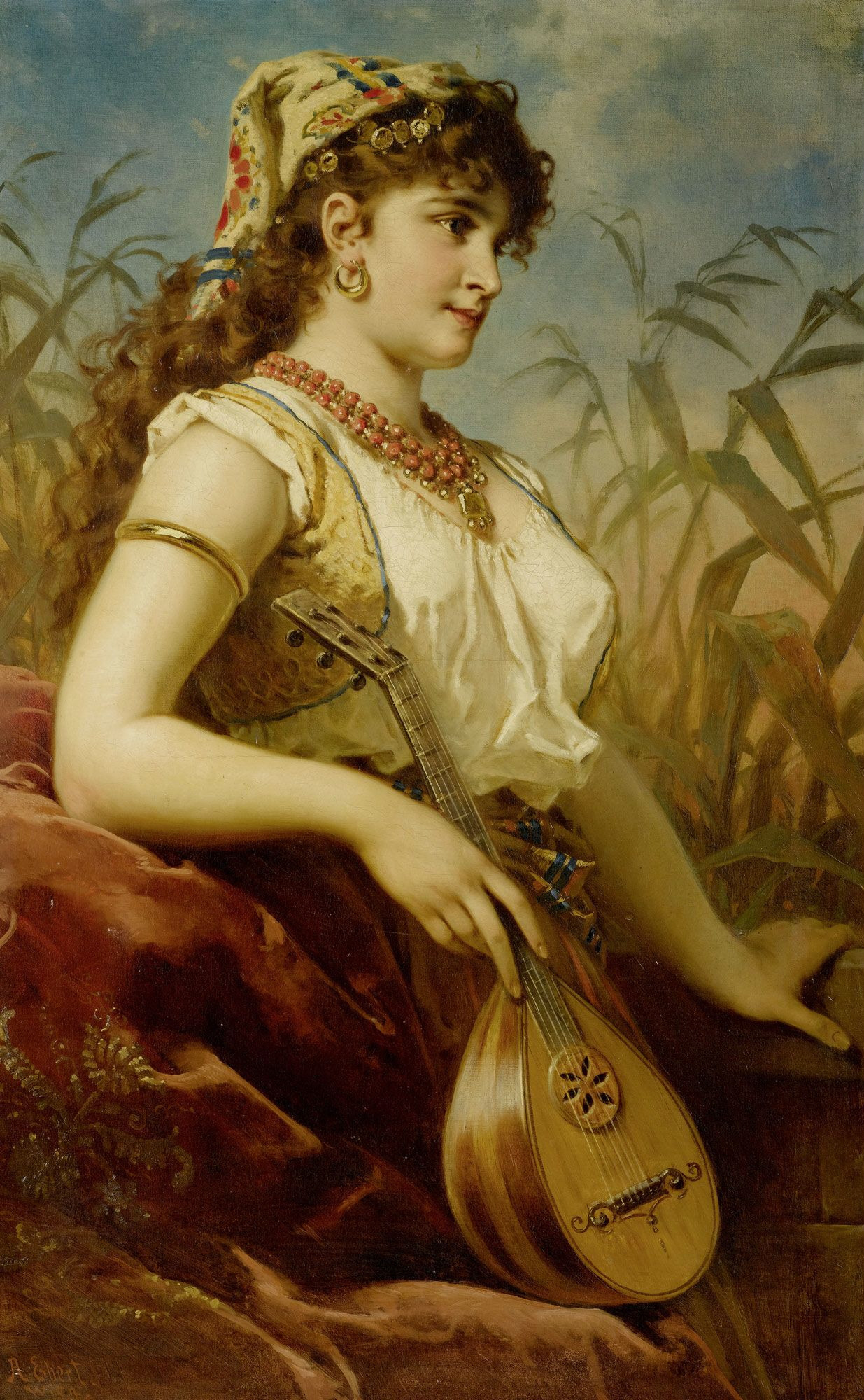
La joueuse de mandoline, vers 1896
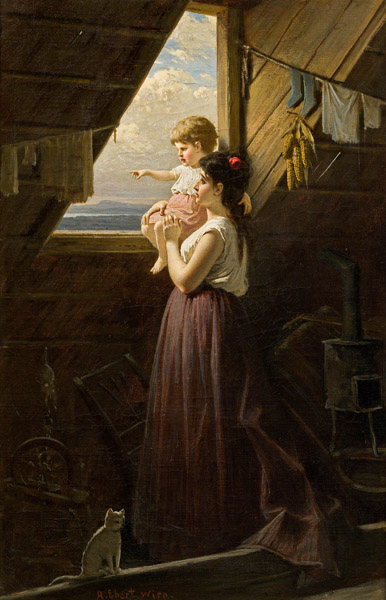
Mère et enfant à la fenêtre, vers 1896